# Campionatul Mondial de Schi Extrem
Campionatul Mondial de Schi Extrem este o serie anuală de turnee în care cei mai buni schiori de big mountain și cei mai buni snowboarderi concurează pentru a aduna puncte în clasamentul general al competiției, precum și a câștiga titlul general de Campion Mondial la genurile și disciplinele respective. Evenimentele se desfășoară pe ceea ce se numește în mod obișnuit drept „backcountry”, „big mountain” sau teren „extrem” - în esență zăpadă mare neîngrijită, pe fețe muntoase periculoase.

Prima serie de evenimente sub numele de Campionat Mondial de Schi Extrem a avut loc în 2008. Înainte de aceasta, a fost cunoscută sub numele de Verbier Extreme, inițial un concurs de snowboard lansat în 1996 - schiorii au fost invitați să concureze și în 2004. Pentru sezonul 2013, Campionatul Mondial de Schi Extrem a fuzionat cu Freeskiing World Tour și The North Face Masters of Snowboarding, combinând toate cele trei turnee în cadrul unei serii de campionat mondial unificate de 5 stele.

## Divizii ale Campionatului Mondial de Schi Extrem

### Calificările Mondiale (FWQ)
Calificările Mondiale sunt concursuri organizate tot de asociația Freeride World Tour, unde schiorii și snowboarderii dornici să poată concura în Campionatul Mondial pot aduna puncte pentru a se califica.

### Campionatul Mondial de Schi Extrem - Juniori (FJT)
Campionatul Mondial de Schi Extrem - Juniori este o divizie a Campionatului Mondial de Schi Extrem, unde schiori minori (sub 18 ani) pot participa la concursuri internaționale de schi extrem. Juniorii sunt împărțiți in 3 categorii de vârstă:
U18 - sub 18 ani.
U16 - sub 16 ani.
U14 - sub 14 ani.
La categoriile U16 și U18, un campion mondial este declarat anual. La categoria U14 nu se declară un campion mondial.